# Pales laevigata
Pales laevigata är en tvåvingeart som beskrevs av Robineau-desvoidy 1847. Pales laevigata ingår i släktet Pales och familjen parasitflugor.
Artens utbredningsområde är Frankrike. Inga underarter finns listade i Catalogue of Life.